# 粗制拉迪亚特
粗制拉迪亚特（Barbarous radiates）是安东尼尼安努斯——罗马帝国时期发行的一种硬币的仿制品。 
粗制拉迪亚主要在三世纪危机期间发行在西部省份。它们一般不认为是伪造品，因为他们没有太大的问题，可以充当小的改动。 